# Absaroka–Beartooth Wilderness
 (août 2024).
Le contenu est difficilement compréhensible vu les erreurs de traduction, qui sont peut-être dues à l'utilisation d'un logiciel de traduction automatique.
Absaroka–Beartooth Wilderness a été créé à partir des terres forestières nationales existantes en 1978, et se trouve dans le Montana et le Wyoming, aux États-Unis. Le wilderness est en partie situé dans les forêts nationales de Gallatin, Custer et Shoshone et est composé de 3820 km² de terres. Il comprend deux chaînes de montagnes distinctes, à savoir les chaînes Beartooth et Absaroka.  

## Description
Les Beartooths sont constitués presque entièrement de roches granitiques. Les Absarokas sont connus pour leur apparence sombre et escarpée, leurs vallées luxuriantes et fortement boisées et leur faune abondante. Le plus haut sommet de la chaîne, situé dans le Wyoming, est Francs Peak avec 4009 mètres. Les Beartooths sont plus alpins avec d'énormes plateaux sans arbres et le plus haut sommet de l'État du Montana (Granite Peak, 3901 mètres). Le wilderness contient 30 sommets de plus de 3700 mètres. Le wilderness fait partie intégrante des 81 000 km² du Grand écosystème de Yellowstone et borde le parc national de Yellowstone. 
Les zones de nature sauvage n'autorisent pas d'équipement motorisé ou mécanique, même les vélos. Bien que le camping et la pêche soient autorisés avec un permis approprié, aucune route ni bâtiment n'est construit et il n'y a pas non plus d'exploitation forestière ni d'exploitation minière, conformément à la loi de 1964 sur la nature. Les zones de nature sauvage au sein des forêts nationales et des zones du Bureau of Land Management permettent également la chasse en saison. 
Il y a 1100 km de sentiers, des centaines de lacs, quelques dizaines de ruisseaux et un nombre similaire de petits glaciers. Les forêts sont dominées par diverses espèces d'épinettes, de sapins et de pins tandis que dans les montagnes Beartooth, en raison de l'altitude, les conditions de la toundra prévalent souvent. Les Beartooths ont la plus grande superficie ininterrompue de terres de plus de 3000 mètres d'altitude aux États-Unis en dehors de l'Alaska. Les animaux incluent les pygargues à tête blanche, la truite fardée de Yellowstone, le grizzli et le lynx menacés ainsi que le loup gris.
L'accès au wilderness est difficile mais peut être atteint via la Beartooth Highway US 212 à partir de Red Lodge, Montana. Il existe également des routes d'accès aux forêts depuis l'ouest au large des États-Unis 89 au sud de Livingston, Montana. 

## Points forts

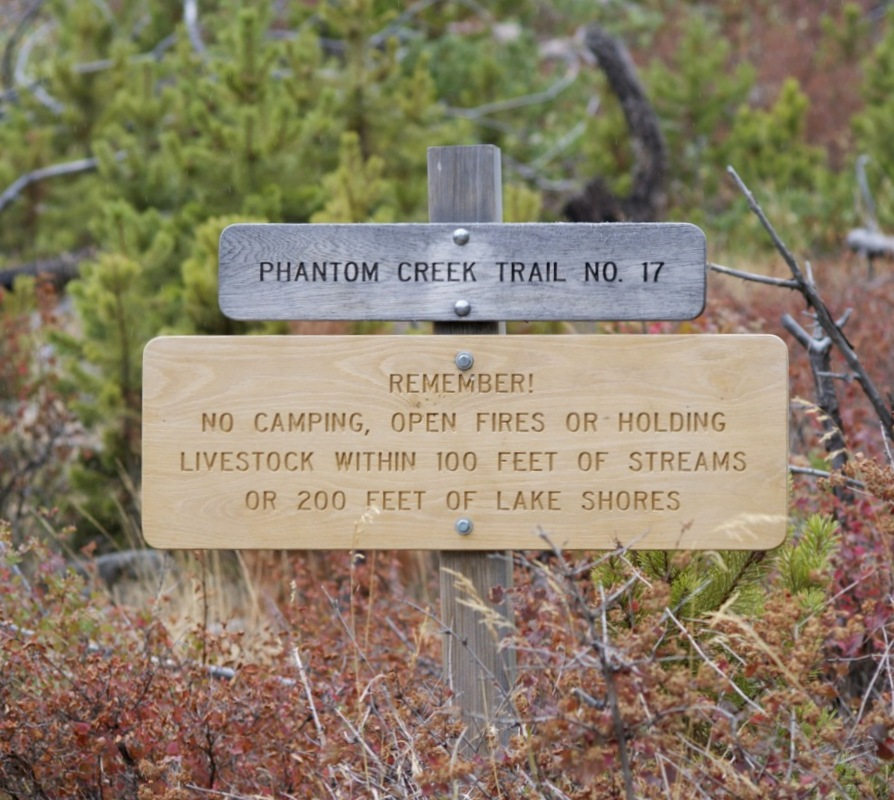
Phantom Creek Trail Trailhead dans Absaroka – Beartooth Wilderness

Le Wilderness Absaroka – Beartooth regorge de beaux paysages. En voici quelques-uns : 
- East Rosebud - De nombreux randonneurs passionnés disent que East Rosebud est la vallée la plus pittoresque de toutes. Elle est remplie de lacs et de cascades qui constitueraient un attrait touristique majeur ailleurs. En fait, il y a tellement de cascades et de lacs différents dans cette vallée que beaucoup d'entre eux n'ont pas encore été nommés[3]. Le lac Slough se trouve dans la vallée d' East Rosebud. Slough Lake est accessible en suivant le Phantom Creek Trail, qui peut également être utilisé pour accéder à Granite Peak, le plus haut sommet du Montana[4].
- Mystic Lake - le lac le plus profond des montagnes Beartooth. Il possède la plus grande plage de sable des Beartooths et est une merveilleuse destination pour une randonnée d'une journée. La Montana Power Company utilise l'énergie de ce grand lac, et il y a un barrage présent, mais essaie autant que possible de maintenir la nature sauvage[3]. Mystic Lake soutient une pêche à la truite arc-en-ciel, et la pêche est généralement excellente lorsque les poissons se nourrissent.